# А
А, а e първата буква от българската и всички кирилски азбуки. Обикновено обозначава отворена предна незакръглена гласна /a/. Има цифрова стойност 1.
Произлиза от гръцката буква алфа. В глаголицата има начертание  и название Аз, а в старобългарската и църковнославянската азбука има название азъ. и начертание . В кирилицата буквата има начертание А. Съвременното начертание на буквата е въведено за първи път в Русия от цар Петър I през 1708 г. През годините графичното изписване на буквата се е променяло, но днес е стандартизирано и изглежда точно като латинската буква a. Транслетерира на латиница с латинската буква A.

## Фонетика
В съвременния българския език буквата „А“ е гласна (заедно с още пет гласни). Според ширината на прохода в устната кухина а е класифицирана като широка гласна (с широк проход) (заедно с е и о); според мястото на образуване в устната кухина - средна гласна (в средната част на устната кухина) (заедно с ъ); според участието на устните в образуването на звука - неустни или нелабиални гласна (без участие на устните) (заедно с е, и и ъ).
Буквата „А“ има три фонемни стойности: акцентувано а (например в мак), неакцентувано а (например в р̀оза) и акцентувано ъ (например в четат). Обикновено под ударение (акцент) а се произнася като отворена задна незакръглена гласна /ɑ/. Когато е в неударена (неакцентувана) сричка, фонемната стойност на буквата съответства приблизително на полуотворена задна незакръглена гласна /ʌ/, като в известна степен звукът варира в зависимост от положението си в думата и стила – в първата предударена сричка и в по-официален стил има тенденция да е по-отворен, а в останалите срички и в по-разговорен стил – да е по-затворен. Понякога буквата „А“ под ударение може да обозначава и полузатворена задна незакръглена гласна /ɤ̞/, която обикновено се означава с „Ъ“ – това става в следните особени случаи:
- при форми на непълен (кратък) член на съществителни от мъжки род в единствено число: дом - дома (изговор (домъ), клас - класа (изговор класъ), мъж - мъжа (изговор мъжъ), син - сина (изтовор синъ), свят - света (изтовор светъ)[8]
- при окончания за сегашно време на глаголи в първо лице, единствено число или трето лице в множествено число: донеса (изговор донесъ), чета (изговор четъ), дадат (изговор дадът), крадат (изговор крадът)[8]

## Друго значение
- а съюз Съчинителен противоположен съюз. Означава:
1. Съпоставяне. Аз чета, а той слуша. Едни го хвалят, а други го корят. Учението е светлина, а невежеството - мрак. Птиците хвърчат, а рибите плуват.
2. Противопоставяне, когато в едната мисъл се отрича казаното от другата; но ала. Не живеем, за да ядем, а ядем, за да живеем. Чакайте ме утре, а не днес.
А пък съюз Означава по-ясно разграничено съпоставяне; пък. Ти си гледай работата, а пък той ще отговаря за постъпката си. Много яде, а пък малко придава.
- а - а съюз Съчинителен съотносителен съюз. Означава незабавна последователност или вътрешна зависимост; ха. А заплаче, а се засмее. А дума дал, а душа дал.
- а междуметие I. С ударение, за да изрази:
1. Неуверено, съмнително питане. А, навлезли са войските? Та щяло да стане нужда от него, а?
2. Възклицание като отговор на повикване. Иване! - А?
3. Насърчение, подкана, дразнение. А върви де! А удари ме, ако смееш!
4. Яд, закана. А махай се от тука!
II. Произнасяно с ударение [аа], за да се изрази:
1. Радост, почуда. А, тука ли си бил! А, такава ли била работата!
2. Досещане. А, сега ми дойде на ум![9]
- а- (гр. а- „не-“, „без-“, противоположен на) Отрицателна частица, представка в чужди думи, която пред гласна се явява като ан-: аморален, анемия.[10][9]
- а музи. 1. Буквено означение на тона ла.
2. Съкращение за алт.[10]
- а Маймунско „а“ (@).[11]

## В руски език
В руския език А, а е първата буква от руската азбука, която се състои от 33 букви. Обозначава гласния звук а и пред него съгласните винаги се изговарят твърдо. Удареното а и неудареното а се изговарят различно:
- Удареното а се изговаря като българското а. (дар - чете си дар, так, факт, два, мгла).
- Неудареното а и о се произнасят като а непосредствено пред ударение и в самото начало на думата (аппара̀т, база̀р, арбу̀з, гара̀нт, набо̀р, обзо̀р (чете си абзор), обма̀н (абма̀н), позо̀р (пазо̀р), това̀р (тава̀р), солда̀т (салда̀т)).
Във всички останали срички а и о се произнасят като неударено българско ъ (бараба̀н (чете се бъраба̀н), каранда̀ш (къранда̀ш), го̀род (го̀ръд), ко̀локол (ко̀лъкъл), до̀лго (до̀лгъ), мно̀го (мно̀гъ)).[14]

Гласният звук а без ударение след ч и щ преминава в ие или и (часы′ - ч[ие]сы’ и ч[и]сы′, щавѐль - щ[ие]вѐль и щ[и]вѐль).

## Кодове
| кодова таблица | буква  | десетично | шестнадесетично | осмично | двоично          |
| -------------- | ------ | --------- | --------------- | ------- | ---------------- |
| Уникод         | главна | 1040      | 0410            | 002020  | 0000010000010000 |
| Уникод         | малка  | 1072      | 0430            | 002060  | 0000010000110000 |
| ISO 8859 – 5   | главна | 176       | b0              | 260     | 0010110000       |
| ISO 8859 – 5   | малка  | 208       | d0              | 320     | 0011010000       |
| KOI 8          | главна | 225       | e1              | 341     | 0011100001       |
| KOI 8          | малка  | 193       | c1              | 301     | 0011000001       |
| Windows 1251   | главна | 192       | c0              | 300     | 0011000000       |
| Windows 1251   | малка  | 224       | E0              | 340     | 0011100000       |
| Mac Cyrillic   | главна | 128       | 80              | 300     | 0011000000       |
| Mac Cyrillic   | малка  | 224       | E0              | 340     | 0011100000       |

HTML кодовете са: &#1040; или &#x410; за главна буква и &#1072; или &#x430; за малка буква.